# Diana Del Bufalo
Diana Del Bufalo (Roma, 8 febbraio 1990) è un'attrice, cantante e conduttrice televisiva italiana.
Salita alla ribalta nel 2010 come concorrente della decima edizione del talent show Amici di Maria De Filippi, ha riscosso successo come attrice recitando in film diretta da Claudio Risi, Enrico Lando, Alessandro Genovesi e in serie televisive Rai, tra cui Che Dio ci aiuti. Dal 2020 è attiva nel campo teatrale, recitando nel musical tratto da Sette spose per sette fratelli e in Cabaret, ottenendo il consenso della critica.
Parallelamente alla carriera da attrice ha inciso singoli e reinterpretato la colonna sonora del film Disney Encanto, in cui è doppiatrice nella versione italiana.

## Biografia
Nata nel 1990 a Roma da Dario Del Bufalo, architetto e archeologo, e Ornella Pratesi, soprano lirico. Ha un fratello maggiore, Giano, noto per la trasmissione Cash or Trash - Chi offre di più?. Nel 2010 è entrata come cantante della decima edizione del talent show Amici di Maria De Filippi, accedendo poi alla fase iniziale prima aspirante, poi nella scuola. Dopo essere arrivata alla fase serale del programma, è stata eliminata nel corso della terza puntata del 23 gennaio 2011. La sua eliminazione causa una protesta da parte di Platinette, che si è spogliata in diretta. Nel corso del programma ha inciso il suo primo inedito Nelle mie favole, contenuto nella compilation del talent show, Amici 10. Ha condotto Mai dire Amici, un programma di satira ideato dalla Gialappa's Band per Canale 5.
Nell'estate del 2011 ha fatto il suo esordio al cinema come co-protagonista nel film Matrimonio a Parigi di Massimo Boldi. Conduce molti eventi, tra cui il programma Pianeta Mare su Rete 4. Nell'estate del 2013 ha condutto il Summer Festival su Canale 5 come inviata backstage. Poi esordisce su Radio LUISS come conduttrice radiofonica del programma Hit Chart. Nel 2014 ha pubblicato online alcune canzoni prodotte da Francesco Arpino e si è esibita settimanalmente nella prima edizione di XLove. Nel 2015 le è stata affidata la conduzione del programma Colorado su Italia 1, al fianco di Paolo Ruffini. Tra il 2015 e il 2016 ha girato la serie TV per la Rai C'era una volta Studio Uno, interpretando il ruolo di Rita. L'anno successivo è stata scelta per la quarta stagione della serie sempre targata Rai Che Dio ci aiuti.
Nel 2017 ha partecipato come ospite al 67º Festival di Sanremo. Nello stesso anno ha condotto su Rai 1, insieme con Giorgio Panariello, lo show prenatalizio Panariello sotto l'albero. Nel marzo 2018 ha avuto un ruolo nella commedia corale Puoi baciare lo sposo, diretta da Alessandro Genovesi e nel film La profezia dell'armadillo, basato sull'omonimo fumetto di Zerocalcare. Nel 2019 ha condotto su Rai 2 il programma Un'estate fa, con il cantante Pupo. Del Bufalo è parte del cast del real-life thriller Celebrity Hunted: Caccia all'uomo, in coppia con Cristiano Caccamo, prodotta da Endemol Shine Italy su Prime Video. Nel 2020 ha condotto insieme a Diego Abatantuono il programma di Italia 1 Enjoy - Ridere fa bene. Da giugno 2020 a febbraio 2021 è stata impegnata sul set della sesta stagione della serie televisiva Che Dio ci aiuti, ritornando a ricoprire il ruolo di Monica Giulietti.
Nelle stagioni teatrali 2021-2022 e 2022-2023 è stata protagonista di 7 Spose per 7 Fratelli, musical che gira i maggiori teatri italiani e che le farà vincere i "Best Musical Award" durante l'80ª edizione del Festival di Venezia. Nella stagione teatrale 2023-2024 è in tournée come protagonista del musical Cabaret, co-protagonista con Arturo Brachetti. Nel 2024 è stata protagonista del film Pensati sexy, pubblicato sulla piattaforma streaming Prime Video  e ha partecipato a Chi può batterci?, game show di Rai 1.

## Vita privata
Dopo una relazione con il cantante Francesco Arpino, dal 2015 al 2019 è stata legata sentimentalmente all'attore e regista Paolo Ruffini, conosciuto durante la conduzione del programma Colorado. Da fine 2019 ad ottobre 2020 è stata legata a Edoardo Tavassi.
In un'intervista del 2022 ha dichiarato di soffrire della sindrome di Tourette in forma di coprolalia.

## Filmografia

### Cinema
- Matrimonio a Parigi, regia di Claudio Risi (2011)
- I soliti idioti - Il film, regia di Enrico Lando (2011)
- Operazione vacanze, regia di Claudio Fragasso (2012)
- I 2 soliti idioti, regia di Enrico Lando (2012)
- Una vita da sogno, regia di Domenico Costanzo (2013)
- Puoi baciare lo sposo, regia di Alessandro Genovesi (2018)
- La profezia dell'armadillo, regia di Emanuele Scaringi (2018)
- A volte buona. A volte stronza., regia di William Vision – cortometraggio (2018)
- Attenti al gorilla, regia di Luca Miniero (2019)
- L'agenzia dei bugiardi, regia di Volfango De Biasi (2019)
- 10 giorni senza mamma, regia di Alessandro Genovesi (2019)
- 7 ore per farti innamorare, regia di Giampaolo Morelli (2020)
- 7 donne e un mistero, regia di Alessandro Genovesi (2021)
- Pensati sexy, regia di Michela Andreozzi (2024)

### Televisione
- Così fan tutte, regia di Gianluca Fumagalli – sitcom, 2 episodi (2011-2012)
- SMS - Squadra molto speciale, regia di Gianluca Petrazzi – sitcom (2012)
- Youtuber$ - The Series – serie TV (2012)
- Che Dio ci aiuti 4 – serie TV (2017)
- C'era una volta Studio Uno, regia di Riccardo Donna – miniserie TV (2017)
- Che Dio ci aiuti 6 – serie TV (2021)
- Ridatemi mia moglie, regia di Alessandro Genovesi – miniserie TV (2021)

### Doppiaggio

#### Film d'animazione
- Isabela Madrigal in Encanto, regia di Byron Howard e Jared Bush (2021)

#### Cortometraggi
- Ella in Il Dono (2022)

## Programmi televisivi
- Amici di Maria De Filippi (Canale 5, 2010-2011) – concorrente
- Mai dire Amici (Canale 5, 2011)
- Nokia Amici in Tour (La5, 2011)
- Pianeta Mare (Rete 4, 2012) – inviata
- Aspettando Amici (La5, 2012) – inviata
- Summer Festival (Canale 5, 2013) – inviata
- XLove (Italia 1, 2015)
- Colorado (Italia 1, 2015)
- Panariello sotto l'albero (Rai 1, 2017)
- Diversity Media Awards (Rai 3, 2018)
- Un'estate fa (Rai 2, 2019)
- Enjoy - Ridere fa bene (Italia 1, 2020)
- Celebrity Hunted: Caccia all'uomo (Prime Video, 2020) – concorrente
- LOL - Chi ride è fuori (Prime Video, 2022) – concorrente
- Chi può batterci? (Rai 1, 2024) – concorrente

## Radio
- Hit Chart (Radio LUISS, 2011-2012)

## Teatro
- La sposa cadavere di Gregory Eve, regia di Riccardo Giannini. ObiHall di Firenze (2016)
- Sette Spose per Sette Fratelli di Lawrence Kasdan e David Landau, regia di Luciano Mattia Cannito, con Marco Bazzoni. Tour in Italia (2021-2024)
- Cabaret di John Kander, parole di Fred Ebb e libretto di Joe Masteroff, regia di Arturo Brachetti e Luciano Mattia Cannito, coreografie di Luciano Mattia Cannito. Tour in Italia (2023-2024)

## Tournée
- 2024 – Tra sogni e desideri

## Eventi
- Diversity Media Awards (2018)

## Discografia

### Singoli
- 2010 – Nelle Mie Favole
- 2013 – Beep Beep (A Ha)
- 2014 – La Foresta (Ce L'Ho Pelosa)
- 2015 – Roma è (con Ornella Pratesi)
- 2015 – Ridere non costa niente
- 2017 – Tornerai
- 2019 – Compromessi stop
- 2021 – Pull Me In
- 2021 – Flashdance
- 2022 – Tutto e ancor di più
- 2024 – Lost in You
- 2025 – Sei Cool
- 2025 – Buscopan

Collaborazioni
- 2025 – Sottozero (Briga feat. Diana Del Bufalo) Dall'album Sentimenti

### Colonne sonore
- 2021 – Encanto (Original Motion Picture Soundtrack)

### EP
- 2014 – Album Diana Del Bufalo

## Riconoscimenti
- Premio Pio Alferano 2017[20]
- CinéCiak d'Oro 
  - 2018 – Rivelazione dell'anno
- Biglietto d'Oro 
  - 2019 – Chiavi d'oro del successo per 10 giorni senza mamma
- Nations Awards
  - 2021 – Thinkingreen - LifeGate[21]
- Best Movie Award
  - 2023 – Best Musical Award per 7 spose per 7 Fratelli
- Premio Persefone 2023[22][23]
- Filming Italy Venice Award
  - 2024 – Personaggio femminile dell'anno[24]